# Polyphida
Polyphida is een kevergeslacht uit de familie van de boktorren (Cerambycidae). De wetenschappelijke naam van het geslacht werd voor het eerst geldig gepubliceerd in 1869 door Pascoe.

## Soorten
Polyphida omvat de volgende soorten:
- Polyphida argenteofasciata Aurivillius, 1910
- Polyphida buruensis Breuning, 1970
- Polyphida clytoides Pascoe, 1869
- Polyphida fulvitarsis Holzschuh, 2005
- Polyphida lombokiana Vives, 2013
- Polyphida lumawigi Hüdepohl, 1992
- Polyphida metallica (Nonfried, 1894)
- Polyphida modesta Gahan, 1906
- Polyphida monticola Heller, 1915
- Polyphida tenebrosa Holzschuh, 2005